# ABUS (entreprise)
Pour les articles homonymes, voir Abus.

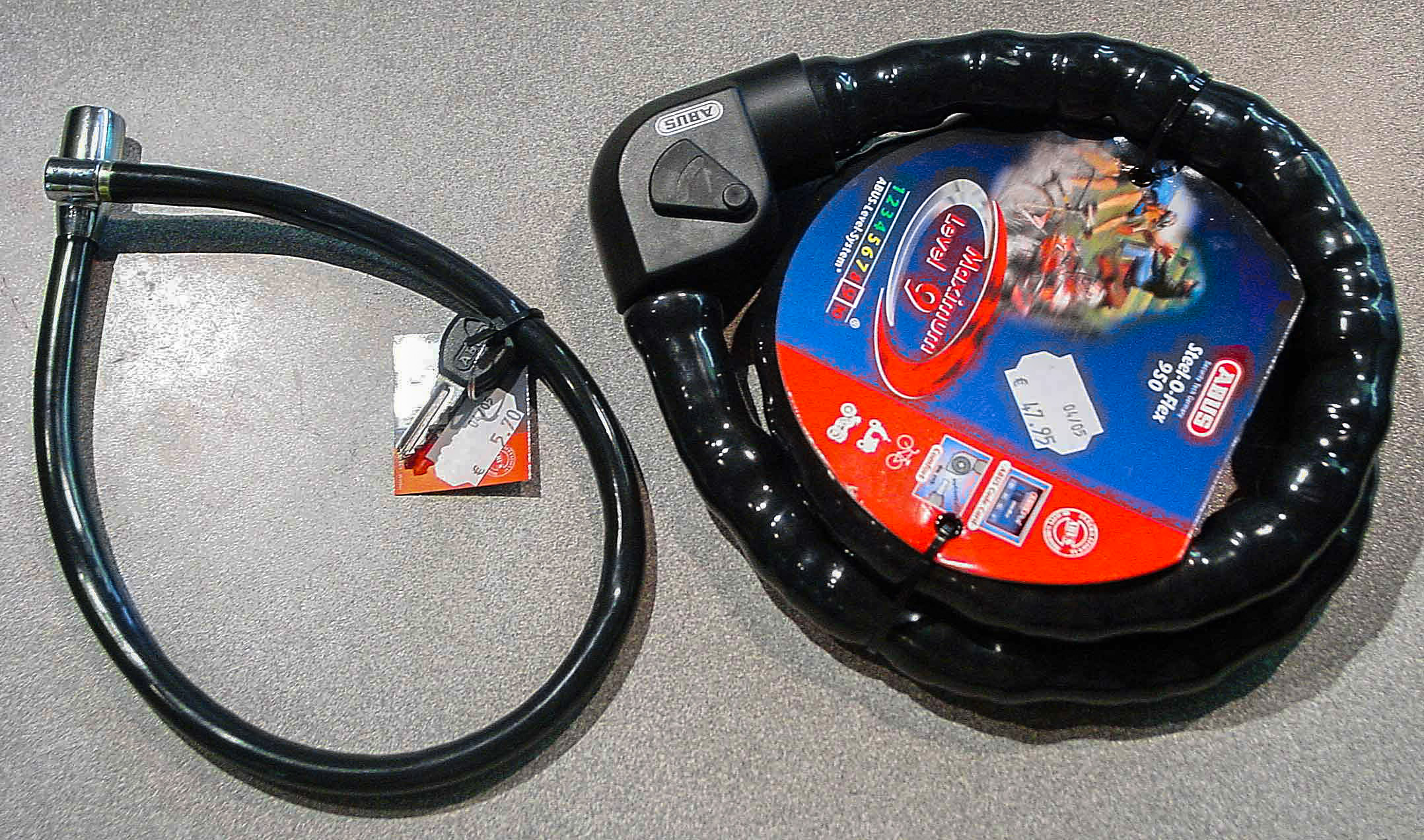
Des antivols de vélo

La société  ABUS ou August Bremicker Söhne KG, sise à  Wetter-Volmarstein est un fabricant allemand de  matériels de sécurité préventifs. La raison sociale est un acronyme formé à partir des initiales du nom d'origine, August Bremicker und Söhne (August Bremicker et fils).

## Historique
L'entreprise a été fondée en 1924. Son activité s'est d'abord limitée à la fabrication de cadenas. Elle est toujours sous le contrôle de la famille et elle est dirigée en fonction de principes chrétiens. Entre-temps, la gamme des produits s'est considérablement étendue : aujourd'hui, ABUS fabrique des serrures, mais aussi des détecteurs de fumées, des systèmes de surveillance vidéo, des produits de sécurité pour cycles et bateaux ainsi que des systèmes d'alarme et des systèmes de fermeture.
Ces deux derniers segments de produits sont gérés par les filiales suivantes :
- Security-Center (Systèmes d'alarme et de surveillance vidéo), fondée en juin 1999 et rachetée par ABUS en juin 2001.
- Schließanlagen GmbH Pfaffenhain (Systèmes de fermeture), rachetée en janvier 2003.
- SECCOR high security GmbH (systèmes électroniques de fermeture et équipements de commutation), rachetée en septembre 2010.

En octobre 2003, le département des rosettes de portes a été racheté au fabricant de ferrures de portes (de paumelles notamment) Dr. Hahn, à Mönchengladbach. En raison des relations étroites avec la société-mère ABUS, les filiales ont été renommées ABUS Security-Center GmbH & Co. KG (siège à Affing), ABUS Pfaffenhain GmbH (siège à Pfaffenhain (de)) et ABUS Seccor GmbH (siège à Ottobrunn).
Au-delà de plusieurs sites de production en Allemagne, le groupe ABUS possède une vingtaine de succursales en Europe, aux États-Unis et en Chine. Dans le secteur des cadenas et des antivols pour cycles, ABUS est leader mondial. En novembre 2012, ABUS est distingué par le prix « Marque du siècle » dans la catégorie des matériels de sécurité.